# Андраде Седеньо, Андрес
Андрес Альберто Андраде Седеньо (исп. Andrés Alberto Andrade Cedeño; родился 16 октября 1998) — панамский футболист, защитник австрийского клуба ЛАСК и национальной сборной Панамы.

## Клубная карьера
Воспитанник академии панамского клуба «Сан-Франсиско». С 2018 года выступает за австрийский клуб ЛАСК. В том же году отправился в аренду в клуб Второй лиги Австрии «Юниорс». 17 августа 2019 года дебютировал в основном составе ЛАСК в матче австрийской Бундеслиги против «ВСГ Сваровски Тироль», сыграв все 90 минут.

## Карьера в сборной
Выступал за сборную Панамы до 17 лет и до 20 лет. В составе последней сыграл на молодёжном чемпионате КОНКАКАФ 2017 года, забив гол в матче против Сент-Китса и Невиса 21 февраля.
16 ноября 2018 года дебютировал за главную национальную сборную Панамы в матче против Гондураса.